# هونگ جونگ-هو (بازیکن هندبال)
هونگ جونگ-هو (انگلیسی: Hong Jeong-ho؛ زادهٔ ۶ مهٔ ۱۹۷۴) بازیکن هندبال اهل کره جنوبی است.